# Давид Б.
Давид Б., власне П'єр-Франсуа Бошар (Pierre-François " David " Beauchard; нар. 9 лютого 1959) — французький художник і автор коміксів, один із засновників L'Association.

## Біографія
Після вивчення реклами в Школі прикладного мистецтва Дюперре в Парижі Бошар почав з 1985 року працювати над коміксами (Pas de samba pour capitaine Tonnerre), а також писав та ілюстрував історії в численних журналах, зокрема Okapi, À suivre, Tintin Reporter і Chic. На його характерний чорно-білий стиль вплинули Жорж Пішар і Жак Тарді.
У 1990 році він став співзасновником незалежного видавництва L'Association, яке стало одним з найвпливовіших видавництв французьких коміксів малої преси. Його комікси з'явилися в журналі-антології L'Association Lapin і в численних книжках малого формату. Значна частина його робіт у 1990-х роках була так званим дрім-артом (мистецтвом мрій), зібраним у le Cheval blême та les Incidents de la nuit.
З 1996 по 2003 рік він створив свою знамениту шеститомну автобіографічну епопею l'Ascension du Haut Mal (український переклад: Підхмарне лихо). Це був перший з його великих творів, перекладений українською мовою, і зараз вважається одним із шедеврів франко-бельгійських коміксів. Серіал неодноразово номінувався на премії Ангулемського міжнародного фестивалю коміксів: у 2002 році четвертий том отримав приз Міжнародного фестивалю коміксів в Ангулемі за сценарій, а в 1998 і 2004 роках томи 2 і 6 були номіновані на премію за найкращий комікс.
З 1997 року він також працював у інших видавцях, крім L'Association, та співпрацював з іншими авторами, такими як Жоан Сфар, Крістоф Блен та Еммануель Гібер.
У 1998 році журнал Comics Journal назвав його європейським карикатуристом року.
У 2005 році Бошар був нагороджений премією Ігнаца як видатний художник.
2012 року за експертної допомоги історика Жана-П'єра Філіу Бошар опублікував графічний роман «Кращі з ворогів: історія відносин США та Близького Сходу через SelfMadeHero».

## Твори
- le Timbre maudit (Bayard Presse, 1986)
- les Leçons du nourrisson savant (Le Seuil, 1990)
  1. les Leçons du nourrisson savant (1990)
  2. le Nourrisson savant et ses parents (1990)
- le Cheval blême (L'Association, 1992)
- le Cercueil de course (L'Association, 1993)
- le Livre somnambule (Automne 67, 1994)
- le Messie discret in le Retour de Dieu (Autrement, 1994)
- le Nain jaune (Cornélius, 1993—1994)
  1. Tome 1 (1993)
  2. Tome 2 (1993)
  3. Tome 3 (1994)
  4. Tome 4 (1994)
  5. Tome 5 (1994)
- la Bombe familiale (L'Association, 1997) ISBN 2-909020-78-9
- le Tengû carré (Dargaud, 1997) ISBN 2-205-04252-1
- les 4 Savants (Cornélius, 1996—1998)
  1. le Démon à tête d'entrailles (1996)
  2. la Circonvolution de la peur (1997)
  3. le Paradis terrestre (1998)
- L'Association en Égypte (with Golo, Edmond Baudoin, Jean-Christophe Menu) (L'Association, 1998)
- Maman a des problèmes (with Anne Baraou) (L'Association, 1999)
- Hiram Lowatt et Placido (with Christophe Blain) (Dargaud, 2000)
  1. la Révolte de Hop-Frog (2000)
  2. les Ogres (2000)
- la Ville des mauvais rêves (with Joann Sfar) (Dargaud, 2000)
  1. Urani (2000) ISBN 2-205-04795-7
- le Capitaine écarlate (with Emmanuel Guibert) (Dupuis, 2000) ISBN 2-8001-2971-9
- la Lecture des ruines (Dupuis, 2001)
- les Incidents de la nuit (L'Association, 1999—2002)
  1. Tome 1 (1999)
  2. les Traces du dieu Enn (2000)
  3. l'Embuscade (2002)
- l'Ascension du Haut Mal (Epileptic) (L'Association, 1996—2003)
  1. Tome 1 (1996) ISBN 2-909020-73-8
  2. Tome 2 (1997) ISBN 2-909020-84-3
  3. Tome 3 (1998) ISBN 2-84414-004-1
  4. Tome 4 (1999) ISBN 2-84414-020-3
  5. Tome 5 (2000) ISBN 2-84414-047-5
  6. Tome 6 (2003) ISBN 2-909020-07-X
- les Chercheurs de trésors (Dargaud, 2003—2004)
  1. l'Ombre de Dieu (2003) ISBN 2-205-05363-9
  2. la Ville froide (2004) ISBN 2-205-05479-1
- Babel (Coconino Press, 2004)
  1. Tome 1 (2004)
  2. Tome 2 (2006)
- les Complots nocturnes (Futuropolis, 2005)
- Zèbre (Tartamudo, 2005)
- le Jardin armé et autres histoires (Futuropolis, 2006)
- 2 Rêves (Brüsel, 2007)
- Par les chemins noirs (Futuropolis, 2007)
- Journal d'Italie 1, Trieste-Bologne (2010)
- Best of Enemies: A History of US and Middle East Relations (SelfMadeHero, 2012)

## Нагороди
- 2000: Ангулемський фестиваль, премія за сценарій, для L'Ascension du Haut Mal Tome 4
- 2005: Премія Ігнаца, видатний артист, за фільм «Епілептик».

## Переклади українською
- Давид Б. Підхмарне лихо. Пер. з французької Іван Рябчій. – Київ: Пінзель, 2022.